# Christian Naumann
Christian Naumann, född 1 juli 1810 i Malmö, död 30 augusti 1888 i Stockholm, var en svensk rättslärd. Naumann, som var son till en snickarålderman, tillhörde en från Sachsen inflyttad släkt. Han var bror till Carl Fredrik Naumann, far till Gustaf Naumann och svärson till Gustaf Theodor Keyser.
Naumann blev 1832 filosofie magister vid Lunds universitet och 1836 juris utriusque kandidat. År 1839 utnämndes Naumann till vice häradshövding, 1841 till sekreterare och ombudsman vid Lunds universitet samt – efter någon tids tjänstgöring 1847–1848 som kanslerssekreterare – 1852 till professor i stats- och processrätt vid nämnda universitet.
Efter speciminering inför juridiska fakulteten i Kiel kreerades Naumann 1854 av densamma till juris doktor. Han var ordförande i Akademiska Föreningen 1854–1859 och rektor för universitetet i Lund 1859–1860.  Åren 1860–1887 var han ledamot av Högsta domstolen (justitieråd).
Vid bildandet av L'Institut de droit international 1873 blev Naumann ledamot av detsamma. Hans mestadels juridiska och statsrättsliga författarskap, åt vilket han under ett halvt århundrade oförtröttat och framgångsrikt ägnade sig mellan ämbetsgöromålen, omfattar åtskilliga skrifter inom skilda områden av juridiken.
Efter upphörandet av tidskriften Juridiskt arkif 1862 började Naumann utge en likartad, något större Tidskrift för lagstiftning, lagskipning och förvaltning ("Naumanns tidskrift"), av vilken 25 årgångar utkom (1864–88), med en mängd bidrag av hans egen hand (Om kriminal-lagstiftningen i Sverige efter år 1809, Om främlingars asylrätt i Sverige, Populära anteckningar i allmän statsrätt med flera).